# Oliver Provstgaard
Oliver Provstgaard Nielsen (* 4. Juni 2003 in Kopenhagen) ist ein dänischer Fußballspieler. Er spielt bei Lazio Rom und ist dänischer Nachwuchsnationalspieler.

## Karriere

### Verein
Oliver Provstgaard spielte bei Bredballe IF, bevor er in die Jugendabteilung von Vejle Boldklub wechselte. Am 14. April 2022 gab er im Alter von 18 Jahren bei der 1:2-Niederlage im Auswärtsspiel gegen Odense Boldklub sein Profidebüt in der Superligaen. Bis zum Ende der Saison 2021/22 absolvierte Provstgaard in der Liga fünf Partien und stieg mit Vejle Boldklub in die 1. Division ab. In der dänischen Zweitklassigkeit erkämpfte er sich einen Stammplatz als Innenverteidiger und stieg mit seinem Verein wieder in die Superligaen auf.
Im Februar 2025 wechselte er zu Lazio Rom.

### Nationalmannschaft
Oliver Provstgaard spielte für die dänischen Nachwuchsnationalmannschaften in den Altersklassen U16 bis U20 – teils in Spielen in einer EM-Qualifikation –, bevor er am 24. März 2023 bei der 2:3-Niederlage im Testspiel in der türkischen Provinz Antalya gegen die Ukraine für die U21 von „Danish Dynamite“ debütierte.